# Журавльово (Александрово-Заводський район)
Журавльо́во (рос. Журавлёво) — село у складі Александрово-Заводського району Забайкальського краю, Росія. Входить до складу Александрово-Заводського сільського поселення.

## Населення
Населення — 153 особи (2010; 188 у 2002).
Національний склад (станом на 2002 рік):
- росіяни — 99 %